# ジクラゼパム
ジクラゼパム（英：Diclazepam、Ro5-3448）はクロロジアゼパムおよび2'-クロロ-ジアゼパムとしても知られる、ベンゾジアゼピン系薬物で、ジアゼパムの機能的類似体である。1960年にHoffman-La Rocheのレオ・スターンバックと彼のチームにより初めて合成された。現在、医療用としての使用は承認されておらず、unscheduled substanceとして販売されている。有効性と安全性はヒトで試験されていない。
動物モデルでは、その作用はジアゼパムに類似しており、長時間作用型の抗不安薬、抗てんかん薬、睡眠薬、鎮静薬、骨格筋弛緩薬としての作用を持ち、薬物性健忘を引き起こす。

## 代謝
この化合物の代謝が評価されており、ジクラゼパムの半減期はおよそ42時間で、N-脱メチル化を経てデロラゼパムになり、親化合物の投与後6日間尿中に検出されることが明らかになっている。その他の代謝物としてロラゼパムおよびロルメタゼパムが検出されたが、それぞれ尿中に19日間および11日間検出可能であったことから、N-脱メチル化と同時にシトクロムP450酵素によるヒドロキシル化が起きている。

## 法的位置付け

### 英国
英国では、ジクラゼパムは2017年5月のThe Misuse of Drugs Actの改正により、他のいくつかのベンゾジアゼピン系薬物とともにClass C drugに分類された。

### 米国
2022年12月23日、DEAはジクラゼパムの位置づけをtemporary Schedule I statuとする検討を開始したと発表した。
2023年7月25日にDEAは、ジクラゼパムが2023年7月26日から2025年7月26日までtemporarily scheduled as a Schedule I controlled substanceとするという事前通知を発表した。

## 関連記事
- ジアゼパム
- ジフルジアゼパム
- デロラゼパム（ノルジクラゼパム）
- ロラゼパム
- フェナゼパム
- Ro09-9212
- Ro5-4864 (4'-クロロジアゼパム)
- Ro07-5220 (6'-クロロジアゼパム)